# Feliciano Monti
Feliciano Monti (Fratta Polesine, 19 dicembre 1902 – Padova, 16 giugno 1990) è stato un allenatore di calcio e calciatore italiano, di ruolo attaccante.

## Biografia
Aveva due fratelli, Alessandro Monti (o Monti I) e Giovanni Monti o (Monti II), entrambi calciatori, Giovanni anche pilota della Regia Aeronautica assegnato al Reparto Alta Velocità basato a Desenzano del Garda. Per questo era conosciuto anche come Monti III.

## Carriera

### Giocatore

#### Club
Giocò nel Padova dove debuttò nella stagione 1919-1920 e nel Torino dove debuttò nella stagione 1927-1928 totalizzando nella sua carriera 353 presenze e 48 gol. Si ritirò mentre militava nel Padova nella stagione 1935-1936 dopo esserci tornato nella stagione 1933-1934.

#### Nazionale
Fu convocato per tre volte tra il 1923 e il 1924 nelle partite Italia-Ungheria 0-0, Austria-Italia 0-0 e Ungheria-Italia 7-1.

### Allenatore
Ha allenato il Padova in Serie B per sei giornate nel 1946.

## Statistiche

### Cronologia presenze e gol in Nazionale
| Cronologia completa delle presenze e delle reti in nazionale ― Italia | Cronologia completa delle presenze e delle reti in nazionale ― Italia | Cronologia completa delle presenze e delle reti in nazionale ― Italia | Cronologia completa delle presenze e delle reti in nazionale ― Italia | Cronologia completa delle presenze e delle reti in nazionale ― Italia | Cronologia completa delle presenze e delle reti in nazionale ― Italia | Cronologia completa delle presenze e delle reti in nazionale ― Italia | Cronologia completa delle presenze e delle reti in nazionale ― Italia |
| Data                                                                  | Città                                                                 | In casa                                                               | Risultato                                                             | Ospiti                                                                | Competizione                                                          | Reti                                                                  | Note                                                                  |
| --------------------------------------------------------------------- | --------------------------------------------------------------------- | --------------------------------------------------------------------- | --------------------------------------------------------------------- | --------------------------------------------------------------------- | --------------------------------------------------------------------- | --------------------------------------------------------------------- | --------------------------------------------------------------------- |
| 04/03/1923                                                            | Genova                                                                | Italia                                                                | 0 – 0                                                                 | Ungheria                                                              | Amichevole                                                            | -                                                                     |                                                                       |
| 15/04/1923                                                            | Vienna                                                                | Austria                                                               | 0 – 0                                                                 | Italia                                                                | Amichevole                                                            | -                                                                     |                                                                       |
| 06/04/1924                                                            | Budapest                                                              | Ungheria                                                              | 7 – 1                                                                 | Italia                                                                | Amichevole                                                            | -                                                                     |                                                                       |
| Totale                                                                |                                                                       | Presenze                                                              | 3                                                                     |                                                                       | Reti                                                                  | 0                                                                     |                                                                       |

## Palmarès
- Campionato italiano: 1 (+1)

Torino: 1927-1928, (+ 1926-1927 revocato)